# Reversibel (thermodynamica)
Het begrip reversibel wordt in de wetenschap op verschillende wijze gehanteerd.

## Thermodynamische reversibiliteit
De striktste -en oorspronkelijke- betekenis van het woord stelt dat een proces dan reversibel is wanneer het voert langs een serie van toestanden van rust. Een andere manier om dat uit te drukken is dat de actie slechts verschilt van de reactie in een verdwijnend kleine mate, dus:
{\displaystyle F_{\text{actie}}=-F_{\text{reactie}}+\delta F}
waarbij de limiet genomen wordt dat δF → 0.
Kenmerkend hierbij is dat men het proces met een verdwijnend kleine verandering −δF in richting kan doen omkeren.
In principe duurt een reversibel proces oneindig lang en in veel gevallen is reversibiliteit dan ook slechts bij benadering te realiseren. Het hangt echter sterk af van de snelheid waarmee het systeem reageert vergeleken bij de snelheid van de verandering. Gasmoleculen bewegen erg snel vergeleken met de beweging van een menselijke hand. Wanneer men zo snel mogelijk een gas met de hand in een cilinder samenperst zal dit in de regel een vrijwel geheel reversibel proces zijn. De mens doorbreekt namelijk met de hand de geluidsbarrière niet zo gemakkelijk. (De geluidssnelheid is een maat voor de lichtvoetigheid van de gasmoleculen)
Reversibiliteit is een sleutelbegrip in de thermodynamica omdat de grootheid {\displaystyle {\tfrac {q}{T}}} (waarbij q warmte is en T temperatuur in kelvin) alleen dan een toestandsfunctie is als de warmte q gemeten wordt wanneer het proces reversibel is. Deze toestandsfunctie is de entropie.
Wanneer er twee processen zijn die bij gelijke temperatuur van dezelfde begintoestand tot dezelfde eintoestand voeren is het verschil in entropie ΔS gelijk, maar als het ene proces reversibel en het andere irreversibel is geldt {\displaystyle \Delta S={\frac {q_{\mathrm {rev} }}{T}}} en {\displaystyle \Delta S>{\frac {q_{\mathrm {irr} }}{T}}}. Men vat dit samen in de ongelijkheid van Clausius {\displaystyle \Delta S\geq {\tfrac {q}{T}}}.

## Ruimere hantering
Men kan de toestanden van rust ook zien als een serie evenwichtstoestanden. Een verandering die plaatsvindt onder evenwichtsomstandigheden, bijvoorbeeld het smelten van ijs (of het bevriezen van water) bij 0 °C is dan ook een reversibel proces te noemen. Wanneer men echter water onderkoelt en de kristallisatie vindt bij −10 °C plaats dan is dat in de strikte thermodynamische zin niet meer een reversibel proces. IJs en water zijn bij deze temperatuur niet langer gelijk in stabiliteit, ijs is stabieler dan water en van evenwicht is dus geen sprake meer. Er is echter sinds de ontwikkeling van de thermodynamica in de 19e eeuw een soort verruiming van het begrip opgetreden. In het spraakgebruik van veel takken van de wetenschap zou men dat proces echter wel als reversibel betitelen omdat men de oorspronkelijke stof (ijs) weer terugkrijgt.